# Премія імені С. В. Ковалевської
Премія імені С. В. Ковалевської — премія, що присуджується з 1992 року Російською академією наук. Присуджується Відділенням математичних наук за видатні результати в галузі математики.
Премію названо на честь С. В. Ковалевської — російської науковиці в галузі математики і механіки, з 1889 року іноземної членкині-кореспондентки Петербурзької Академії наук. Ковалевська — перша в Росії і в Північній Європі жінка-професор і перша у світі жінка — професор математики.

## Лауреати премії
- 1992 — Ольга Олександрівна Ладиженська — за цикл робіт «Атрактори для напівгруп та еволюційних рівнянь»
- 1997 — Ніна Михайлівна Івочкіна — за цикл робіт «Нелінійні рівняння з частинними похідними»
- 1999 — Валерій Васильович Козлов[ru] — за цикл робіт «Тензорні інваріанти рівнянь динаміки»
- 2003 — Григорій Олександрович Серьогін — за цикл робіт з тривимірних систем гідродинаміки для в'язких нестискуваних рідин
- 2007 — Сергій Валентинович Манаков[ru] і Володимир В'ячеславович Соколов[ru] — за цикл робіт «Нові інтегровані випадки в гамильтоновій механіці зі скінченним числом ступенів вільності»
- 2009 — Андрій Борисович Богатирьов[ru] — за цикл робіт «Екстремальні многочлени і ріманові поверхні»
- 2012 — Олексій Володимирович Борисов[ru] та Іван Сергійович Мамаєв[ru] — за серію монографій, присвячених інтегровним систем гамільтонової механіки
- 2015 — Олександр Ігорович Буфетов[ru] — за цикл робіт «Ергодична теорія та її застосування до випадкових процесів, подань і теорії Тейхмюллера»
- 2018 — Іскандер Асанович Тайманов[ru] — за цикл робіт «Топологічні перешкоди до інтегрованості геодезичних потоків»